# 哈文特 (英國國會選區)

選區在漢普郡的位置

哈文特（英語：Havant），英國國會一自治市選區，位於漢普郡的哈文特區。設於1983年。
本區議席一直為保守黨人所佔據。2010年大選中該黨的韋力生以51.1%選票勝出該區四度連任。2015年艾倫·麥（Alan Mak）代表保守黨出戰當選，成為英國第一位華裔也是第一位东亚裔議員。